# Euphorianthus
Euphorianthus é um género botânico pertencente à família Sapindaceae.